# Namib (serie de televisión)
Namib (en hangul, 나미브; romanización revisada, Namibeu) es una serie de televisión surcoreana escrita por Eom Sung-min, dirigida por Han Sang-jae y protagonizada por Go Hyun-jung, Ryeoun, Yoon Sang-hyun y Lee Jin-woo. Se emitirá por el canal ENA desde el 23 de diciembre de 2024 hasta el 28 de enero de 2025, los lunes y martes a las 22:00 (hora local coreana), así como, inmediatamente después de cada emisión en ENA, en la plataforma KT Genie TV y en Genie TV Mobile. También estará disponible en Viki para 190 países del mundo.

## Sinopsis
Kang Soo-hyun es una productora estrella que fue despedida de la empresa que fundó. En un momento muy sombrío de su vida, conoce a Yoo Jin-woo, un aprendiz de largo plazo con una carrera a la deriva. Pese a tenerlo todo en contra, ambos se unen y deciden perseguir sus respectivos objetivos.

## Reparto

### Principal
- Go Hyun-jung como Kang Soo-hyun, una productora estrella que forma ídolos con su propia filosofía e intuición, pero que fue despedida de su puesto como directora ejecutiva de Pandora Entertainment. Es madre de un hijo discapacitado.[1][2]

- Ryeoun como Yoo Jin-woo, un aprendiz ya veterano en la compañía de Soo-hyun. Con diez años de  formación a sus espaldas, adolece de todo tipo de defectos, desde la deuda de sus padres hasta sus continuos fracasos cuando intentaba debutar. Justo cuando estaba a punto de renunciar a su sueño y con su vida a la deriva, comienza a ejercitarse nuevamente, siguiendo el consejo de Soo-hyun, quien dice que lo convertirá en una estrella.[1][3]

- Yoon Sang-hyun como Shim Jun-seok, marido de Soo-hyun, un exproductor musical que dejó su trabajo después de que su hijo se lesionara y se convirtió en un amo de casa a tiempo completo. Poco a poco desarrolla el deseo de volver a trabajar debido a la terquedad de su esposa y se convierte en el productor de Yoo Jin-woo.[1]

- Lee Jin-woo como Shim Jin-woo, el único hijo de Soo-hyun y Jun-seok, que perdió la audición en un accidente automovilístico cuando era joven y es la principal preocupación de sus padres, pero en realidad tolera el acoso escolar.[1][4]

### Secundario
- Lee Ki-taek como Chris, un talentoso aprendiz de agencia, pero termina trabajando como gerente de un establecimiento de entretenimiento después de ser liberado.[5][6]

- Kim Hyun-sook como Hong Jung-hwa, amiga íntima de Soo-hyun y la primera cantante producida por Soo-hyun y Jun-seok. Saltó al estrellato tan pronto como debutó, pero ahora está jubilada y dirige un restaurante italiano. Ayuda a Soo-hyun como entrenadora vocal de Jin-woo.[7]

- Choi Yu-ju como Kyung Ha-na, una cantante en prácticas de veintitantos años, ya no tan joven para ser una aprendiz, pero tiene confianza en sí misma y persigue su sueño de convertirse en cantante.[8]
- Sagang como Kang Joo-hyun.
- Lee Seung-joon como Jang Hyun-cheol, que sustituye a Soo-hyun como director ejecutivo de Pandora Entertainment.[9][10]
- In Gyo-jin como Oh Bong-gyu, director ejecutivo de Smile Investment.[9]
- Bae Jae-seong como Jae-seong, un ídolo importante que está ganando popularidad; es el líder del grupo de ídolos Raid de Pandora Entertainment, y causa del despido de Soo-hyun.[11][12]
- Kim Ji-woo como Yoon Ji-young, una aprendiz de ídolo en Pandora Entertainment y la mejor amiga de Jin-woo.[13]
- Choi Chan-ho como Park Yoon.

## Banda sonora original
La primera pista de la banda sonora original de la serie se lanzó en varias plataformas de música a las 18 horas del 23 de diciembre de 2024. Se trata de Smile Again, tema cantado por Doyoung. También incluye temas cantados por Sondia, Kim Jun-seok, Kim Tae-jin y otros artistas.

## Producción
La serie había recibido el título provisional de Starry Night, pero en julio de 2024 ya tenía el definitivo de Namib. Está escrita por Eom Seong-min (quien firmó también el guion de la película Default, de 2018), en lo que es su primer trabajo para televisión. Su propósito fue «contar la historia de dos personas que se encuentran en la situación más desesperada del mundo». Sobre el título de la serie, Eom quiso «transmitir el significado de que [el encuentro entre los dos protagonistas] puede ser tan hermoso como el desierto de Namib, que se encuentra con el mar». Por último, definió la serie como «una historia en la que los diversos objetivos de los personajes, incluidos los esfuerzos de los adultos por criar a los hijos, el dilema de los padres que no tienen más remedio que pensar primero en sus hijos, y los alumnos que intentan encontrar sus propios sueños están entrelazados».
Namib está dirigida por Han Sang-jae. En principio se había encargado de la dirección a Jung Da-won (Miss & Mrs. Cops, 2019), pero este renunció tras un conflicto con la productora SLL y lo reemplazó Han, quien había dirigido las temporadas 8 a 17 de Ugly Miss Young-ae para tvN entre 2011 y 2019. Cuando Han se incorporó a la producción ya se había completado el reparto principal. En el primer encuentro del equipo se produjo un incidente con Song Sae-byeok, elegido para el papel de Shim Jun-seok, que acabó abandonando el proyecto pese a la contrariedad tanto del director Han como de la actriz Go Hyun-jung.
El 19 de febrero de 2024 un portavoz de la agencia de Go Hyun-jung anunció que había recibido una oferta para participar en la serie y la estaba estudiando. En mayo la propia Go Hyun-jung confirmó que tomaría parte en la serie. También Ryeoun estaba considerando positivamente en febrero la oferta de actuación. En junio los medios periodísticos informaron de que Yoon Sang-hyun interpretaría el personaje del marido, Shim Jun-seok, sustituyendo al actor elegido inicialmente, Song Sae-byeok. El rodaje comenzó en el mes de julio. En agosto se publicó que Lee Jin-woo, del grupo de chicos GHOST9, coprotagonizaba la serie con el papel de Shim Jin-woo.
A la hora de elegir a la protagonista, el productor Kang Min-gu declaró durante la presentación de la producción que no había tenido en cuenta las similitudes entre la vida del personaje y la de Go Hyun-jung, también llena de polémicas y altibajos, como el abandono a medio rodaje de la serie de SBS Return, tras una discusión con el director, que obligó a sustituirla por otra actriz en la segunda mitad de aquella. El rodaje de Namib fue también accidentado, aunque por otros factores: el guion llegaba a los actores con retraso, hubo necesidad de recurrir a nuevas audiciones y de regrabar muchas escenas, y sobre todo se manifestaron durante el mismo grandes diferencias de criterio entre SLL y Genie TV, que entorpecían su desarrollo.
En el mismo mes de agosto el equipo de producción anunció que se pondría en antena durante la segunda mitad del año. También la plataforma Viki la incluirá en su programación y estará dispinible en más de 190 países del mundo.
El 7 de noviembre de 2024 se distribuyeron imágenes de la lectura del guion y se anunció que la fecha del estreno sería el 23 de diciembre.
El 16 de diciembre se presentó la producción en The Saint en Gyeongin-ro, Guro-gu, Seúl. Resultó un acto deslucido debido a dos importantes ausencias: en efecto, faltaron el director Han y la protagonista Go Hyun-jung. Esta última en los días anteriores había sufrido un grave problema de salud que provocó que se desmayara en plena calle y que necesitara atención médica en un hospital. El equipo de producción explicó a este respecto: «basándonos en la opinión del personal médico de que la estabilidad y la recuperación absolutas son necesarias, inevitablemente hemos decidido que no participara» en la conferencia de prensa. También fue objeto de comentarios la ausencia del director Han Sang-jae, que algunos medios explicaron con un posible conflicto de este con la productora o con alguno de los protagonistas.

## Audiencia
| Temporada | Temporada | Episodio número | Episodio número | Episodio número | Episodio número | Episodio número | Episodio número | Episodio número | Episodio número | Episodio número | Episodio número | Episodio número | Episodio número | Promedio |
| Temporada | Temporada | 1               | 2               | 3               | 4               | 5               | 6               | 7               | 8               | 9               | 10              | 11              | 12              | Promedio |
| --------- | --------- | --------------- | --------------- | --------------- | --------------- | --------------- | --------------- | --------------- | --------------- | --------------- | --------------- | --------------- | --------------- | -------- |
|           | 1         | 314             | 402             | 451             | 443             | 518             | 550             | 516             | 509             | 518             | 497             | 468             | —               | 472      |

| Episodio | Fecha de emisión        | Índices de audiencia (Nielsen Korea) | Índices de audiencia (Nielsen Korea) |
| Episodio | Fecha de emisión        | Nacional                             | Seúl                                 |
| --- | ----------------------- | ------------------------------------ | ------------------------------------ |
| 1 | 23 de diciembre de 2024 | 1,416 % (7.ª)                        | 1,607 % (2.ª)                        |
| 2 | 24 de diciembre de 2024 | 1,637 % (4.ª)                        | 1,645 % (4.ª)                        |
| 3 | 30 de diciembre de 2024 | 2,168 % (2.ª)                        | 2,013 % (2.ª)                        |
| 4 | 31 de diciembre de 2024 | 2,131 % (2.ª)                        | 2,317 % (2.ª)                        |
| 5 | 6 de enero de 2025      | 2,269 % (2.ª)                        | 2,507 % (2.ª)                        |
| 6 | 7 de enero de 2025      | 2,373 % (3.ª)                        | 2,769 % (3.ª)                        |
| 7 | 13 de enero de 2025     | 2,266 % (2.ª)                        | 2,639 % (2.ª)                        |
| 8 | 14 de enero de 2025     | 2,237 % (2.ª)                        | 2,324 % (3.ª)                        |
| 9 | 20 de enero de 2025     | 2,410 % (2.ª)                        | 2,537 % (2.ª)                        |
| 10 | 21 de enero de 2025     | 2,292 % (2.ª)                        | 2,453 % (3.ª)                        |
| 11 | 27 de enero de 2025     | 2,0 % (12.ª)                         | 1,915 % (9.ª)                        |
| 12 | 28 de enero de 2025     | 2,0 % (15.ª)                         | ND                                   |
| Promedio | Promedio                | 2,100 %                              | 2,248 %                              |
| - En la tabla superior, los números azules representan las calificaciones más bajas y los números rojos representan las más altas. - 'ND' indica que no se publicó el dato correspondiente. - Esta serie se transmite en un canal de cable/televisión de pago, que normalmente tiene una audiencia menor respecto a las emisoras de televisión públicas/gratuitas (KBS, SBS, MBC y EBS). |                         |                                      |                                      |